# Championnats de France d'athlétisme 1988
Navigation
Championnats 1987 Championnats 1989
Les Championnats de France d'athlétisme 1988 ont eu lieu du 12 au 14 août 1988 à Tours.

## Palmarès
| Discipline        | Hommes                | Hommes         | Femmes                 | Femmes         |
| ----------------- | --------------------- | -------------- | ---------------------- | -------------- |
| 100 m             | Max Morinière         | 10 s 32        | Laurence Bily          | 11 s 24        |
| 200 m             | Jean-Charles Trouabal | 20 s 64        | Marie-Christine Cazier | 23 s 12        |
| 400 m             | Patrick Barré         | 45 s 72        | Marie-José Pérec       | 51 s 35        |
| 800 m             | Claude Diomar         | 1 min 47 s 74  | Barbara Gourdet        | 2 min 01 s 72  |
| 1 500 m           | Hervé Phélippeau      | 3 min 41 s 47  | Patricia Demilly       | 4 min 14 s 56  |
| 3 000 m           | -                     | -              | Marie-Pierre Duros     | 8 min 59 s 31  |
| 5 000 m           | Paul Arpin            | 13 min 42 s 73 | -                      | -              |
| 10 000 m          | Thierry Pantel        | 28 min 47 s 23 | Maria Rebelo           | 32 min 38 s 88 |
| 100 m haies       | -                     | -              | Anne Piquereau         | 12 s 83        |
| 110 m haies       | Philippe Tourret      | 13 s 62        | -                      | -              |
| 400 m haies       | Olivier Gui           | 50 s 44        | Hélène Huart           | 55 s 79        |
| 3 000 m steeple   | Raymond Pannier       | 8 min 17 s 49  | -                      | -              |
| Saut en longueur  | Norbert Brige         | 7,99 m         | Nadine Fourcade        | 6,42 m         |
| Triple saut       | Pierre Camara         | 16,79 m        | -                      | -              |
| Saut en hauteur   | Dominique Hernandez   | 2,25 m         | Maryse Ewanje-Epée     | 1,95 m         |
| Saut à la perche  | Philippe Collet       | 5,70 m         | -                      | -              |
| Lancer du poids   | Luc Viudès            | 19,20 m        | Valérie Hanicque       | 15,84 m        |
| Lancer du disque  | Patrick Journoud      | 59,04 m        | Valérie Hanicque       | 55,22 m        |
| Lancer du marteau | Frédéric Kuhn         | 73,24 m        | -                      | -              |
| Lancer du javelot | Pascal Lefevre        | 81,48 m        | Nadine Auzeil          | 59,54 m        |
| Décathlon         | Christian Plaziat     | 8 441 pts      | -                      | -              |
| Heptathlon        | -                     | -              | Chantal Beaugeant      | 6 312 pts      |